# Pirin
Los montes Pirin (en búlgaro, Пирин) son una cordillera en el suroeste de Bulgaria, en la que el Vihren (2.914 m s. n. m.) es el pico más alto, situado a 41°45′50″N 23°25′30″E / 41.76389, 23.42500. La cordillera se extiende a lo largo de alrededor de 40 km en dirección noroeste-sureste, y tiene aproximadamente 25 km de ancho. La mayor parte de la cordillera está protegida al hallarse incluida en el parque nacional Pirin. La cadena monañosa recibe su nombre de Perun (cirílico: Перун), el dios más principal del panteón eslavo, divinidad del trueno y el relámpago.
Al norte Pirin está separado de la cordillera más alta de Bulgaria, los montes Rila, por el collado de Predel, mientras que al sur llega a la montaña Slavianka. Hacia el oeste se encuentra el valle del Struma y al este, el río Mesta. Pirin destaca por su rica flora y fauna. Gran parte de la región está cubierta de bosques, entre los que se encuentran los mejores bosques de conífera de Bulgaria, que albergan importantes poblaciones de especies endémicas de los Balcanes como el pino macedonio, el pino bosnio y el abeto búlgaro. Entre los animales que habitan en estas montañas, se cuentan el lobo y el oso pardo.
La ciudad de Bansko, un importante centro turístico y de deportes de invierno, se encuentra en las laderas nororientales de los montes Pirin. La ciudad de Razlog queda en el valle de Razlog, entre los montes Pirin al sur y los montes Rila al norte.

## Geografía

Principales cadenas montañosas búlgaras. Los montes Pirin se encuentran en al suroeste del país.

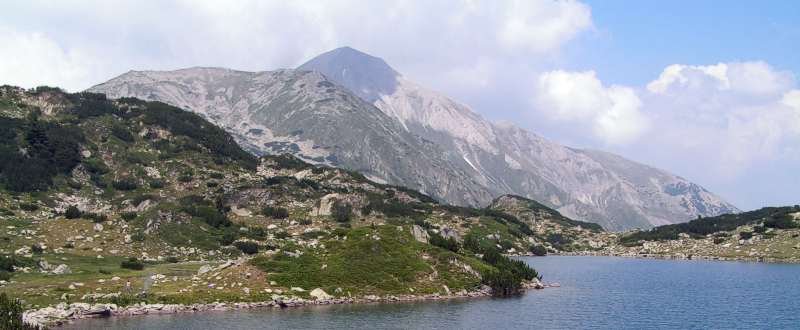
Una vista de Vihren

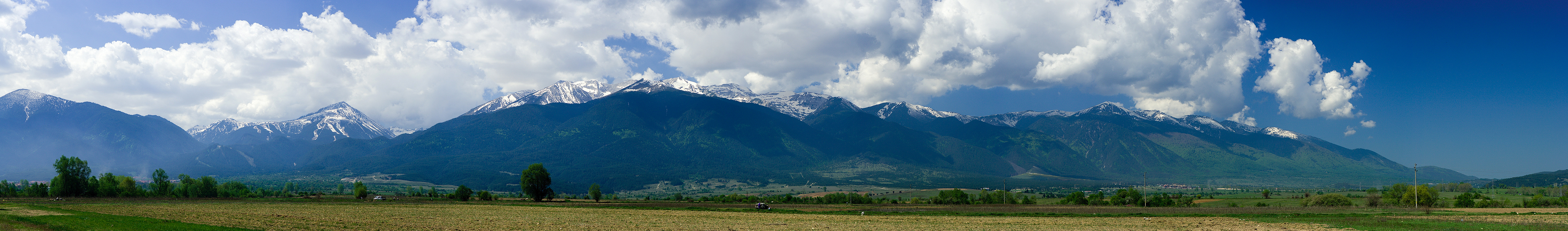
Panorama de Pirin.

Pirin es la segunda cordillera más alta de Bulgaria después de Rila (2925 m s. n. m.) y la octava por altura de Europa después del Cáucaso, los Alpes, Sierra Nevada, los Pirineos, el Monte Etna, el ya mencionado Rila y el monte Olimpo cuando cada se comparan únicamente sus picos más altos. Tiene una superficie de 2585 km² y una altura media de 1033 m. Pirin se encuentra en la parte suroeste del país, entre el río Struma y el Mesta; limita con Rila al norte en el collado de Predel (1142 m) y Slavianka al sur en el Collado Parilska (1170 m). La distancia entre estos dos puntos es 60 km desde el noroeste al sureste y la máxima anchura de Pirin es 40 km desde la ciudad de Sandanski al pueblo de Obidim. Otras montañas vecinas incluyen Vlahina, Maleshevo, Osogovo y Ograzhden al oeste, así como los Ródope, al este.
Geológica y geográficamente Pirin está dividido en tres partes: norte, central y sur, que, sin embargo, no tienen el mismo tamaño ni tampoco el mismo atractivo turístico.
- Pirin Norte es la mayor de las subdivisiones. Ocupa el 74 % de todo el territorio de la cordillera, siendo alrededor de 42 km de largo y va desde Predel al norte hasta el collado Todorova Polyana (1883 m) al sur. Pirin Norte es la parte más visitada de la montaña, el único que tiene una apariencia alpina, presentando muchos lagos, casas de descanso y refugios, y también donde se encuentra el pico más alto, Vihren. Se subdivide a su vez en varias partes debido a su tamaño: la parte de Mramor, la parte central del norte, la parte central del sur, la parte de Polezhan, parte de Kamenitsa, parte de Sinanitsa y parte de Debeli Rid.
- Pirin Central se extiende entre el collado de Todorova Polyana y el de Popovi Livadi. Constituye la parte más pequeña (7 %) y la más baja, con solo 7 km de largo. El pico más alto es Orelyak (2099 m), mientras que otros picos están por debajo de los 2000 m y se encuentran cubiertos por espesos bosques, principalmente caducifolio. Hay solamente dos casas de descanso, Popovi Livadi y Malina.
- Pirin Sur es la parte más baja y redondeada; el pico más alto es Svesthnik con 1975 m. Ocupa el 17 % del Pirin y tiene alrededor de 11 km de largo y ancho. Muy boscoso con árboles de coníferas y caducifolios, es la parte más raramente visitada de los montes y carece de lugares de descanso.

## Geología, relieve y picos en Pirin

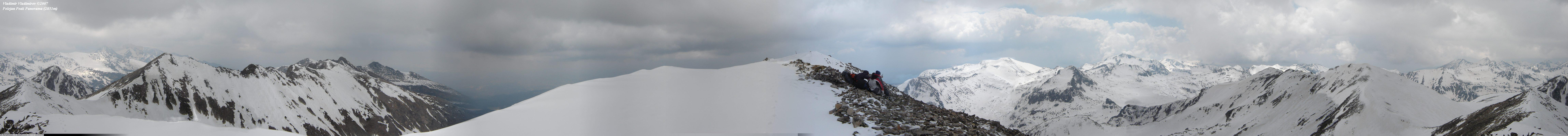
Panorama desde (Golyam) Polezhan (2851 m).

Por su estructura geológica Pirin es una elevación maciza con un núcleo de granito (la superficie de granito es 62%) cubierta principalmente con antiguas rocas metamórficas. Forma una montaña durante el Terciario. Su alzamiento alternó con períodos largos tranquilos. La glaciación ocurrió en el principio del Cuaternario. Según algunos científicos hubo incluso dos glaciaciones, durante las cuales la línea inferior del hielo era en 2200-2.300 metros. Estas glaciaciones llevaron a choques parciales en los picos de granito y gradualmente formaron bellos bordes alpinos, campos de morrenas y acantilados verticales que caen a abismos de vértigo. Durante ese preciso período los picos de granito bajaron y los actuales picos de mármol presentes asumieron una posición líder en altura, por las especificidades del mármol. Como un resultado del hielo se formaron muchos circos, que actualmente contienen lagos glaciares.
La principal cresta Pirin se distingue claramente; viene desde Rila, pasa a través del collado de Predel y todos los collados hasta el de Parilska. Une las crestas menores separadas de la montaña en un sistema con los picos más altos situados sobre ellos. Aunque se curva mucho, su principal dirección es desde el noroeste al sureste y también es una cuenca situada entre los valles del Struma y del Mesta. Hay muchos espolones y cuatro de ellos son tan grandes que crean la apariencia de la montaña: Sinanishko, Todorino, Polejansko y Kamenishko.
Hay dos picos por encima de 2900 m, Vihren y Kutelo; siete por encima de 2800 m; 17 por encima de 2700 m; 32 por encima de 2600 m y 40 por encima de 2500 m. El pico más alto de granito es el Banderishki Chukar (2.732 m). Los 20 picos más altos son: 
1. Vihren: 2914 m
2. Kutelo: 2908 m
3. Banski Suhodol: 2884 m
4. Polezhan: 2851 m
5. Kamenitsa: 2822 m
6. Malak Polezhan: 2822 m
7. Bayuvi Dupki: 2820 m
8. Yalovarnika: 2763 m
9. Kaymakchal: 2763 m
10. Gazey: 2761 m
11. Todorka: 2746 m
12. Banderishki Chukar: 2732 m
13. Dzhengal: 2730 m
14. Momin Dvor: 2723 m
15. Bashliyski Chukar: 2720 m
16. Bezimenen Vrah: 2712 m
17. Malka Todorka: 2712 m
18. Chengelchal: 2709 m
19. Disilitsa: 2700 m
20. Kamenishka Kukla: 2690 m

## Aguas y lagos
Pirin es conocido con su abundancia de agua. Muchos ríos tienen sus fuentes en estas montañas; pertenecen a las cuencas del Struma y del Mesta. Los ríos son cortos, turbulentos y con aguas altas, con alta inclinación que forma muchos saltos y rápidos. Solo hay una cascada destacable, la cascada Popinolashki, que tiene 12 m de alto. La principal cresta es la vertiente entre las dos cuencas hidrográficas.
Los afluentes principales del Mesta son:
- Iztok (Este) que recorre el valle de Razlog y tiene numerosos afluentes menores.
- Pleshka, que pasa a través del pueblo de Dobrinishte.
- Bezbozhka.
- Retije que sale del lago Popovo.
- Los ríos Kamenitsa, Breznitsa, Korpitsa.

Los afluentes principales del Struma son:
- Vlachina que sale de los lagos del mismo nombre.
- Sandanska Bistritsa, que forma un gran valle, recibe numerosos afluentes y corre a través de Sandanski.
- Melnishka.
- Pirinska Bistritsa, que sirve de frontera entre Bulgaria y Grecia al sur.

Una de las partes más pintorescas del paisaje de Pirin son los 176 lagos de agua cristalina que se denominan «ojos de la montaña» en el folclore búlgaro. Todos ellos tienen un origen glaciar y normalmente están situados en el fondo de espectaculares circos rodeados por escarpadas laderas de mármol y picos coronados de nieve. El lago más grande es el Popovo, que es también el más profundo de Pirin. Otros bellos lagos incluyen los lagos Banderishki, lagos Valyavishki, lagos Vasilashki, lagos Vlahini, lagos Kremenski, lagos Samodivski, lago Sinanishko. Los lagos son extremadamente populares entre los turistas. El de mayor superficie de Pirin es el cuarto más grande de Bulgaria, el más profundo es el segundo del país; el lago a mayor altitud de la cordillera no solamente lo es de Bulgaria, sino también de toda la región de los Balcanes.
Los grupos de lagos más grandes e importantes son:
- Lagos Popovo-11
- Lagos Kremenski-5
- Lagos Banderishki-16
- Lagos Vasilashki-12
- Lagos Valyavishki-10
- Lagos Chairski-10
- Lagos Vlahini-5
- Lagos Malokamenishki-20
- Lagos Prevalski-4
- Lagos Bashliiski-4
- Lagos Tipitski-2

Hay también muchos lagos que no forman parte de los grupos: Sinanishko, Bezbozhko, Dautovo y otros. También hay pequeños glaciares (hielo que no se funde en el año) en el Golemiya Kazan (La gran caldera) bajo Vihren (90x40 m) y Kamenitsa.